# ファルコン州

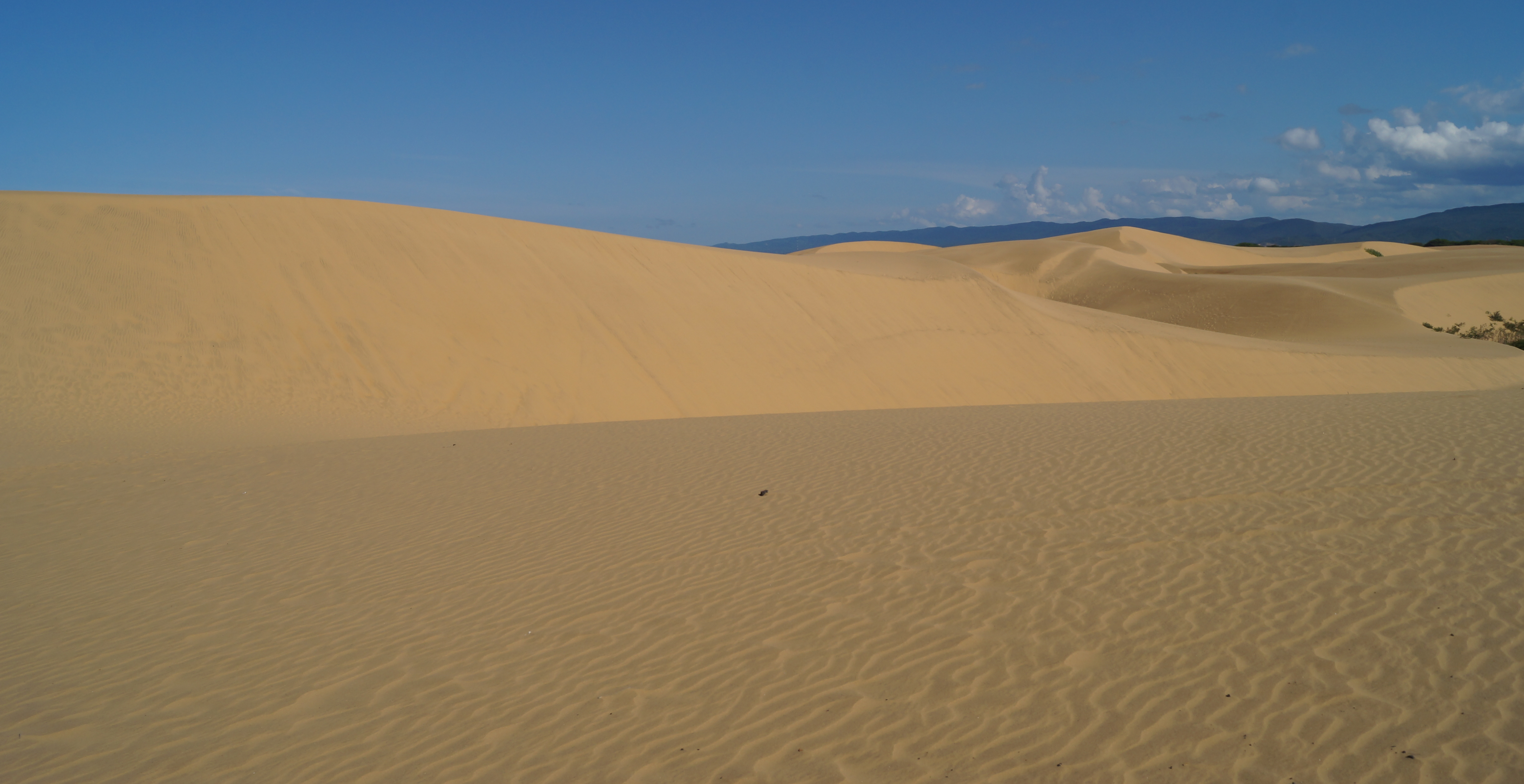
メダーノス・デ・コロ国立公園

ファルコン州（ファルコンしゅう、西: Estado Falcón、IPA: [esˈtaðo falˈkon]）は、ベネズエラに23ある州のひとつ。州都はコロ（サンタ・アナ・デ・コロ）である。

## 地理
総面積は2万4800平方キロで、人口は107万7700人（2019年推計）である。メダーノス地峡で陸続きになっているパラグアナ半島の北海岸からアルバまで27kmしかなく、ほかのABC諸島（ボネール島とキュラソー島）との距離もそう変わらない。
州内にはメダーノス・デ・コロ国立公園、クエバ・デ・ラ・ケブラーダ・デル・トロ国立公園、モロコイ国立公園、フアン・クリソストモ・ファルコン国立公園の4箇所の国立公園がある。

## 歴史
1499年にアロンソ・デ・オヘダ率いる探検隊の一員であったフアン・デ・ラ・コサとアメリゴ・ヴェスプッチが、ヨーロッパ人として初めて足を踏み入れた。1864年にコロ州として発足したが、当時のフアン・クリソストモ・ファルコン大統領にちなみ1874年に改称された。

## 経済
海岸平野とアンデス山脈の裾野から成るこの地域はほとんどが乾燥帯で、農耕には限りがある。田畑は渓谷と山あいに集中し、トウモロコシ、ココナッツ、セサミ、コーヒー豆、サトウキビなどを産する。
州都コロとパラグアナ半島では工業化が急速に進んでいる。半島南部のプント・フィホにはパラグアナ・コンビナート（Paraguaná Refinery Complex）をはじめとする大規模な石油精製施設が林立しており、国内の石油生産の約3分の2をまかなっている。精製された石油はアムアイ港からタンカーで世界各地に輸出される。

## 隣接州
- カラボボ州
- ヤラクイ州
- ララ州
- スリア州

## 下位行政区
州は下記の25ムニシピオ（基礎自治体）からなる。括弧内は各ムニシピオの中心都市。
1. アコスタ市（サン・フアン・デ・ロス・カヨス）
2. ボリーバル市（サン・ルイス）
3. ブチバコア市（カパタリーダ）
4. カシケ・マナウレ市（ヤラカル）
5. カリルバナ市（プント・フィホ（英語版））
6. コリナ市（ラ・ベラ・デ・コロ）
7. ダバフーロ市（ダバフーロ）
8. デモクラシア市（ペドレガル）
9. ファルコン市（プエブロ・ヌエボ）
10. フェデラシオン市（チュルグアラ）
11. ハクラ市（ハクラ）
12. ロス・タケス市（サンタ・クルス・デ・ロス・タケス）
13. マウロア市（メネ・デ・マウロア）
14. ミランダ市（サンタ・アナ・デ・コロ）
15. モンセニョール・イトゥリサ市（チチリビチェ）
16. パルマソラ市（パルマソラ）
17. ペティト市（カブーレ）
18. ピリトゥ市（ピリトゥ）
19. サン・フランシスコ市（ミリミーレ）
20. シルバ市（トゥカカス）
21. スクレ市（ラ・クルス・デ・タラターラ）
22. トコペロ市（トコペロ）
23. ウニオン市（サンタ・クルス・デ・ブカラル）
24. ウルマコ市（ウルマコ）
25. サモーラ市（プエルト・クマレボ）